# نيكولاس نوفيلو
نيكولاس نوفيلو (بالإسبانية: Nicolás Novello)‏ هو مدرب كرة قدم ولاعب كرة قدم أرجنتيني في مركز الهجوم، ولد في 20 مايو 1946 في كوزنسا في إيطاليا. لعب مع بوكا جونيورز.

## وصلات خارجية
- نيكولاس نوفيلو على موقع عالم كرة القدم.نت (الإنجليزية)